# Nucellus
De nucellus is een onderdeel van de zaadknop in het vruchtbeginsel van een strobilus of zaadkegel (bij veel naaktzadigen) of van een bloem (bij bedektzadigen). De nucellus is het macro- of megasporangium dat bij zaadplanten door een of twee integumenten wordt omgeven.
De nucellus vormt uit de diploïde macrosporemoedercellen (macrosporocyten) door meiotische delingen de haploïde macrosporen. Gewoonlijk ontwikkelt zich één daarvan verder tot de vrouwelijke gametofyt: het primaire endosperm. Hier ontwikkelt zich de eicel(len).
| Plaats van nucellus in zaadknop en in vruchtbeginsel                                      |
| ----------------------------------------------------------------------------------------- |
| - zaadknop (groen) met nucellus (ongekleurd) - Eénzadig vruchtbeginsel bij bedektzadigen. |

De nucellus kan zittend of met een zaad- of navelstreng (funiculus) gesteeld zijn.
De nucellus wordt vrijwel geheel (op de micropyle (kiemopening) na) omsloten door integumenten, die in sommige gevallen een 'pollenkamer' openhouden. Bij Ephedra en Gnetum groeit de micropyle verder uit tot een micropylaire buis, waardoorheen een druppel vocht kan worden afgescheiden. Bij de naaktzadigen is er één zaadvlies. 
Bij de bedektzadigen zijn er twee zaadvliezen, het binnenste en het buitenste zaadvlies. De zaadvliezen omgeven de embryozak en vormen later de zaadhuid.
Bij de bedektzadigen wordt de nucellus na de bevruchting vaak afgebroken, maar kan bij sommige soorten het opslagweefsel voor reservevoedsel vormen en wordt dan het perisperm genoemd. Bij zaden van de soorten van de waterleliefamilie, Piperaceae en Zingiberales komt het perisperm naast het endosperm voor. Bij vele soorten van de Caryophyllales is er geen endosperm, maar alleen een perisperm aanwezig.